# Северный военный округ (СССР)
Се́верный вое́нный о́круг (СевВО) — оперативно-стратегическое территориальное объединение Вооружённых сил СССР, существовавшее в 1951—1960 годах.

## История
Северный военный округ образован 29 июня 1951 года путём переименования прежде существовавшего Беломорского ВО (тогда же это название присвоено Архангельскому ВО). Включил территории Карело-Финской ССР (с 1956 — Карельская АССР) и Мурманской области.
4 апреля 1956 года в состав округа передана территория упразднённого Беломорского ВО (Архангельская, Вологодская области и Коми АССР).
18 марта 1960 года округ расформирован с передачей территории и войск в состав Ленинградского (основная часть территории) и Уральского (территория Коми АССР) военных округов.
Управление военного округа базировалось в Петрозаводске.

## Военно-воздушные силы округа
Военно-воздушные силы округа представлены соединениями и частями Военно-воздушных сил, дислоцирующимися на территории округа. В феврале 1952 года все ВВС округа вошли в состав 22-й воздушной армии.
Командующий ВВС Северного военного округа — Генерал-лейтенант авиации Изотов Владимир Иванович.

## Командование Северного военного округа
Командующие войсками Северного ВО
- июнь 1951 — 31 мая 1954 — Маршал Советского Союза К. А. Мерецков;
- май 1954 — январь 1956 — генерал-полковник В. Я. Колпакчи;
- январь 1956 — март 1960 — генерал-полковник А. Т. Стученко.

Члены Военного Совета округа
- июнь 1951 — сентябрь 1957 — генерал-майор, с 01.1954 генерал-лейтенант И. С. Беляков;
- сентябрь 1957 — март 1960 — генерал-майор танковых войск, с 02.1958 генерал-лейтенант И. А. Липодаев.

Начальники штаба округа
- июнь 1951 — апрель 1952 — генерал-лейтенант Г. К. Козлов;
- апрель 1952 — февраль 1957 — генерал-майор, с 08.1953 генерал-лейтенант В. Б. Дубов;
- февраль 1957 — март 1960 — генерал-майор, с 05.1959 генерал-лейтенант И. А. Толконюк.